# LastPass
LastPass是一款免费增值的跨平台在线密码管理工具。旨在通过将用户的密码集中在云端以解决密码疲劳。LastPass使用Web界面为基础，但还提供使用于许多现代浏览器的插件和小书签。

## 概述
LastPass中的密码由一个主密码保护，并在本地加密，可同步到任意浏览器。LastPass还支持自动填表、随机密码生成和密码分享。
2010年12月2日，LastPass收购了Xmarks。 LastPass的密码管理技术被互联网安全公司Webroot作为“身份和隐私”整合到了其最新安全套件。双方没有透露协议的具体条款。虽然LastPass是一个专有软件，但Sameer（LastPass的开发者之一）称闭源可以保证软件的完整性，将来LastPass的用户界面可能开源。
2015年10月10日，LogMeIn宣布以1.25亿美元收购密码管理公司LastPass。
2021年12月，LogMeIn宣布正计划将LastPass拆分为一家独立公司。

## 与浏览器整合
LastPass提供有Internet Explorer、Mozilla Firefox、Google Chrome、Opera、Safari等多种跨平台的浏览器插件，可为这些浏览器提供安全、方便的密码管理和自动填表等功能，替代浏览器自身不安全的密码管理器。
LastPass还为其他浏览器提供了小书签（Bookmarklet）。

## 特点

### 生成密码
LastPass可提供强大的生成随机密码的功能。在注册页面需要输入密码时可自动提示用户生成安全密码，并会自动保存生成的密码。

### 离线使用
LastPass的浏览器插件会在本地存储加密的密码数据库，以在网络离线或发生故障导致无法连接LastPass服务器时能够正常使用密码库及填写功能，但部分功能可能会受到限制无法使用。

### 多因素身份验证
LastPass提供多种多因素身份验证方法的支持，如YubiKey、闪存盘、指纹识别设备、Google身份验证器，以确保主密码意外泄漏时机密数据不会外泄。

### 安全笔记
LastPass网站和软件提供安全笔记功能，可以将文字或表单状信息（如银行账号、信用卡、驾照等信息）存入密码库，保证数据安全及可用性。

### 数据导入导出
使用LastPass安装包安装时会自动查找并提示导入多种浏览器的密码管理器存储的密码，还会提示删除不安全方式存储的密码。
LastPass还提供了数种密码管理工具数据库的导出方法并可将导出的数据导入到LastPass数据库。
LastPass可以将数据库中的数据导出到CSV文件，Firefox浏览器，LastPass专用加密文件。

## 安全性
据官方网站称LastPass采用256位AES加密算法对本地和网站上的密码数据库进行加密，并在数据传输时使用SSL加密连接等措施确保数据安全。

### 密码必须存储在网上
部分网友认为在网络上存储密码库并不安全而改用1Password、KeePass、RoboForm等本地密码管理软件。

### 安全事件
2011年5月4日左右，LastPass在其博客发出了安全通告，通知5月3日在LastPass内部网络中发现了可疑的网络活动，怀疑可能有部分加密資訊泄露。LastPass迅速锁定了所有的帐户，防止它们被非法登入，并用电子邮件通知用户确认电子信箱并将主密码修改得更强，重新启用帐户，以确保資料安全。大量更改主密码的操作还导致了LastPass服务器宕机。
到目前为止，还未有人宣称在LastPass上存储的資訊泄露。

## 高级版功能
用户可每月缴纳3美元将帐户升级至LastPass高级版（Premium），获得更多的功能。

### 多因素身份验证设备支持
使用LastPass高级版后可以将闪存盘或者YubiKey作为多因素验证的一部分。

### 免除广告
会消除LastPass网站中的广告。

### 快速电子邮件及电话支持
高级版用户可以获得更快速的电子邮件支持以及紧急情况下的电话支持。此外高级版用户的意见和建议会获得更高的重视。

## 收购Xmarks
2010年12月2日，LastPass宣布收购了著名的浏览器书签同步服务Xmarks。

## 资料来源
1. ↑  . 2025年1月31日  [2025年2月26日].
2. 1 2  . LastPass.   [2014-07-27]. （原始内容存档于2018-03-31）.
3. ↑  . LastPass.   [2014-07-24]. （原始内容存档于2014-10-06）.
4. ↑  . LastPass blog. 2010-12-02  [2011-11-06]. （原始内容存档于2019-12-19）.
5. ↑  Automation, partnerships drive Webroot revamp （页面存档备份，存于） cnet.com 2010-07-26.
6. ↑  .   [2014-07-25]. （原始内容存档于2018-11-10）.
7. ↑  .   [2015-10-12]. （原始内容存档于2016-01-27）.
8. ↑  . theverge. 2021-12-14  [2021-12-15]. （原始内容存档于2022-02-09）.
9. ↑  .   [2011-11-06]. （原始内容存档于2013-10-28）.
10. ↑  .   [2011-11-06]. （原始内容存档于2020-08-11）.
11. ↑  .   [2011-11-06]. （原始内容存档于2018-08-17）.
12. ↑  .   [2011-11-06]. （原始内容存档于2018-08-17）.
13. ↑  .   [2011-11-06]. （原始内容存档于2012-05-19）.
14. ↑  .   [2011-11-06]. （原始内容存档于2013-04-24）.
15. ↑  .   [2011-11-06]. （原始内容存档于2019-12-19）.